# Erlenbach (Erlenbach bei Marktheidenfeld)
Erlenbach ist der Hauptort der Gemeinde Erlenbach bei Marktheidenfeld im unterfränkischen Landkreis Main-Spessart in Bayern.

## Geographie

### Lage
Das Pfarrdorf liegt an der Bundesstraße 8 zwischen Marktheidenfeld und Würzburg. Neben dem Kernort liegen auf dem Gemarkungsgebiet die Weiler Barthelsmühle und Ziegelhütte.

### Nachbargemarkungen
Nachbargemarkungen im Uhrzeigersinn im Norden beginnend sind Marktheidenfeld, Karbach, Tiefenthal, Homburg am Main und Lengfurt.

### Gewässer
Der Erlenbach fließt durch den Kernort, an der Ziegelhütte vorbei und durch die Barthelsmühle.

## Geschichte
Erlenbach wurde am 17. Mai 1818 durch das Zweite Gemeindeedikt eine eigenständige Gemeinde im Landgericht Homburg. Am 1. Januar 2018 hatte Erlenbach 1768 Einwohner.

## Religion
Erlenbach ist katholisch geprägt. Die Pfarrei St. Burkard (Pfarreiengemeinschaft Erlenbach – Triefenstein) befindet sich im Dekanat Lohr.